# Карні (Міссурі)
Карні (англ. Kearney) — місто (англ. city) в США, в окрузі Клей штату Міссурі. Населення — 10 404 особи (2020).

## Географія
Карні розташоване за координатами 39°21′17″ пн. ш. 94°21′31″ зх. д. / 39.35472° пн. ш. 94.35861° зх. д. (39.354782, -94.358562).  За даними Бюро перепису населення США в 2010 році місто мало площу 33,46 км², з яких 33,44 км² — суходіл та 0,02 км² — водойми.

## Демографія
Згідно з переписом 2010 року, у місті мешкала 8381 особа в 2978 домогосподарствах у складі 2270 родин. Густота населення становила 250 осіб/км².  Було 3120 помешкань (93/км²).
Расовий склад населення:
| - 96,2 % — білих - 0,4 % — корінних американців - 0,4 % — чорних або афроамериканців - 0,4 % — азіатів - 0,1 % — вихідців з тихоокеанських островів |

До двох чи більше рас належало 1,8 %. Частка іспаномовних становила 3,3 % від усіх жителів.
За віковим діапазоном населення розподілялося таким чином: 32,0 % — особи молодші 18 років, 58,9 % — особи у віці 18—64 років, 9,1 % — особи у віці 65 років та старші. Медіана віку мешканця становила 33,2 року. На 100 осіб жіночої статі у місті припадало 92,8 чоловіків;  на 100 жінок у віці від 18 років та старших — 87,7 чоловіків також старших 18 років.
Середній дохід на одне домашнє господарство  становив 76 112 долари США (медіана — 72 527), а середній дохід на одну сім'ю — 80 295 доларів (медіана — 79 002). Медіана доходів становила 56 348 доларів для чоловіків та 34 390 доларів для жінок. За межею бідності перебувало 4,8 % осіб, у тому числі 5,8 % дітей у віці до 18 років та 4,0 % осіб у віці 65 років та старших.
Цивільне працевлаштоване населення становило 4557 осіб. Основні галузі зайнятості: освіта, охорона здоров'я та соціальна допомога — 23,5 %, роздрібна торгівля — 13,3 %, виробництво — 10,9 %, науковці, спеціалісти, менеджери — 10,8 %.